# LightOn
 (mars 2025).
La mise en forme du texte ne suit pas les recommandations de Wikipédia : il faut le « wikifier ».
Les points d'amélioration suivants sont les cas les plus fréquents. Le détail des points à revoir est peut-être précisé sur la page de discussion.
- Les titres sont pré-formatés par le logiciel. Ils ne sont ni en capitales, ni en gras.
- Le texte ne doit pas être écrit en capitales (les noms de famille non plus), ni en gras, ni en italique, ni en « petit »…
- Le gras n'est utilisé que pour surligner le titre de l'article dans l'introduction, une seule fois.
- L'italique est rarement utilisé : mots en langue étrangère, titres d'œuvres, noms de bateaux, etc.
- Les citations ne sont pas en italique mais en corps de texte normal. Elles sont entourées par des guillemets français : « et ».
- Les listes à puces sont à éviter, des paragraphes rédigés étant largement préférés. Les tableaux sont à réserver à la présentation de données structurées (résultats, etc.).
- Les appels de note de bas de page (petits chiffres en exposant, introduits par l'outil «  Source ») sont à placer entre la fin de phrase et le point final[comme ça].
- Les liens internes (vers d'autres articles de Wikipédia) sont à choisir avec parcimonie. Créez des liens vers des articles approfondissant le sujet. Les termes génériques sans rapport avec le sujet sont à éviter, ainsi que les répétitions de liens vers un même terme.
- Les liens externes sont à placer uniquement dans une section « Liens externes », à la fin de l'article. Ces liens sont à choisir avec parcimonie suivant les règles définies. Si un lien sert de source à l'article, son insertion dans le texte est à faire par les notes de bas de page.
- La présentation des références doit suivre les conventions bibliographiques. Il est recommandé d'utiliser les modèles {{Ouvrage}}, {{Chapitre}}, {{Article}}, {{Lien web}} et/ou {{Bibliographie}}. Le mode d'édition visuel peut mettre en forme automatiquement les références.
- Insérer une infobox (cadre d'informations à droite) n'est pas obligatoire pour parachever la mise en page.

Pour une aide détaillée, merci de consulter Aide:Wikification.
Si vous pensez que ces points ont été résolus, vous pouvez retirer ce bandeau et améliorer la mise en forme d'un autre article.
LightOn est une entreprise française spécialisée dans l'intelligence artificielle, qui vise à développer des solutions logicielles d'IA générative ainsi que des solutions matérielles pour l'IA.
Son premier produit, l'Unité de Traitement Optique (OPU), a été lancé en 2018. En 2024, elle est devenue la première startup européenne d'IA générative à entrer en bourse.

## Histoire
LightOn a été fondée en 2016 à Paris par les ingénieurs et entrepreneurs français Igor Carron, Laurent Daudet, Florent Krzakala et Sylvain Gigan. Les fondateurs, avec des antécédents en optique et en IA, avaient pour objectif de développer des solutions matérielles capables d'accélérer les calculs d'IA grâce au traitement optique. Le premier produit de l'entreprise, l'Unité de Traitement Optique (OPU), a été lancé en 2018,. Cette approche vise à augmenter l'efficacité du traitement parallèle massif dans des tâches impliquant de grandes quantités de données, comme les grands modèles de langage.
En 2021, les OPU de LightOn ont été intégrés dans Jean Zay, l'un des supercalculateurs du Centre national de la recherche scientifique (CNRS) français, faisant de lui le premier ordinateur parmi les TOP500 les plus puissants au monde à utiliser un tel matériel.
Pendant ce temps, entre 2020 et 2024, LightOn a conçu 12 modèles de langage de grande taille. LightOn innove aussi dans les brique technologiques autour de l'IA générative en produisant ModernBERT, avec Answer.ai, un modèle qui modernise le modèle BERT de Google. Ce modèle a déja été téléchargé plus de 10 millions de fois en moins de trois mois. LightOn commercialise Paradigm, une plateforme d'Intelligence Artificielle Générative pour les entreprises. Cette plateforme avec une fonctionnalité RAG (Retrieval-Augmented Generation) visuel qui permet une interaction plus efficace avec les documents des entreprises. Les LLM de LightOn ont également été améliorés avec des capacités agentiques pour planifier et exécuter des tâches complexes de manière plus efficace. 
En 2024, LightOn a lancé une introduction en bourse, et est devenue la première startup européenne d'IA générative cotée en bourse.